# FeedDemon
FeedDemon — программа для чтения RSS (RSS-агрегатор), для операционной системы Windows, распространяемая по лицензии Adware/Shareware. Программа написана программистом Ником Брэдбери.
Программа имеет удобный и понятный интерфейс, и при этом является очень функциональной. С помощью FeedDemon можно создать целую избранную базу RSS-лент.
В качестве «внутреннего браузера» программа использует движок IE.